# Fernando de Oliveira Guimarães
Fernando de Oliveira Guimarães ComSE (Cedofeita, Porto, 3 de fevereiro de 1928 — Porto, 11 de julho de 2025) foi um poeta, ensaísta e tradutor português.

## Biografia
Fernando Guimarães colaborou em diversos jornais e revistas, como O Comércio do Porto, Árvore, Eros, Bandarra, Colóquio-Letras, Persona, Sema e Jornal de Letras.
O poeta traduziu obras de Byron, Shelley, Keats e Dylan.
A 9 de Junho de 1995 foi feito Comendador da Ordem Militar de Sant'Iago da Espada.
Faleceu a 11 de julho de 2025, aos 97 anos, na sua casa no Porto.

## Obras publicadas (incompleto)
- A Face Junto ao Vento (1956)
- Os Habitantes do Amor (1959)
- O Problema da Expressão Poética (1959)
- As Mãos Inteiras (1971)
- Linguagem e Ideologia (1972) - ensaio
- Três Poemas (1975)
- Poesia Romântica Inglesa (1977)
- O Que Foi a "Presença" ? (1977)
- Mito (1978)
- Simbolismo, Modernismo e Vanguarda (1982)
- Casa: o Seu Desenho (1985)
- A Poética do Saudosismo (1988)
- Tratado da Harmonia (1988)
- O Anel Débil (1992) - premiado pela APE[6]
- Na Voz de Um Nome (2006) - premiado pela APE[6]
- Os Caminhos Habitados (2011) - Grande Prémio de Poesia Teixeira de Pascoaes

## Prémios
- Prémio General Casimiro Dantas (1971)
- Grande Prémio de Poesia Teixeira de Pascoaes concedido pela Associação Portuguesa de Escritores e pela Câmara de Amarante - atribuído ao livro "Os Caminhos Habitados".[7]
- Prémio Literário Maria Amália Vaz de Carvalho (2020) [8][9]